# Албешть (Долж)
Албешть, Албешті (рум. Albești) — село у повіті Долж в Румунії. Входить до складу комуни Шимніку-де-Сус.
Село розташоване на відстані 185 км на захід від Бухареста, 6 км на північний захід від Крайови.

## Населення
За даними перепису населення 2002 року у селі проживали 677 осіб, усі — румуни. Усі жителі села рідною мовою назвали румунську.